# William Lane
William Lane (ur. 6 września 1861, zm. 26 sierpnia 1917) – dziennikarz, pionier australijskiego ruchu robotniczego i utopista. Założył pierwszą australijską gazetę robotniczą, „Queensland Worker”.

## Młodość
Urodził się w Bristolu, jako najstarszy syn Jamesa Lane’a i Caroline Hall. Jego ojciec był Irlandczykiem wyznania protestanckiego, a matka Angielką. Kiedy Lane przyszedł na świat, jego rodzinie nie wiodło się najlepiej, ojciec pracując jako architekt krajobrazu nie zarabiał wiele. Jednak z czasem ich trudna sytuacja się poprawiła. Mały Lane zaczął uczęszczać do Bristol Grammar School; chociaż był zdolnym uczniem, wkrótce zrezygnował z nauki i zaczął pracować jako goniec. Jego matka zmarła, kiedy miał 14 lat. Dwa lata później, w wieku 16 lat, wyemigrował do Kanady, gdzie najpierw pracował jako drukarz, a potem reporter w „Detroit Free Press”. Tam poznał swoją przyszłą żonę Ann MacGuire. W 1885 przenieśli się do Brisbane w Australii, gdzie szybko dostał pracę w tygodniku „Queensland Figaro”. Jednocześnie pod kilkoma pseudonimami (Lucinda Sharpe, John Miller, Sketcher) pisał również felietony dla „Brisbane Courier” i „Evening Telegraph”.
W 1886, udając pijaka, spędził całą noc w areszcie w Brisbane. Panujące tam warunki opisał później pod pseudonimem Henry Harris w artykule, który wzbudził sensację w całej Australii. Chociaż jego ojciec dość często nadużywał alkoholu, on sam był praktycznie abstynentem.

## Kariera dziennikarska i poglądy
Wraz z rozwojem australijskiego ruchu robotniczego, artykuły, które pisał (zwłaszcza rubryka „Labour Notes” w „Evening Telegraph”) stawały się coraz bardziej tubą organizacji robotniczych, które przez Lane’a propagowały w nich swoje poglądy, on sam pojawiał się na spotkaniach popierających wszelkiego rodzaju zmiany w codziennym życiu. Z jednej strony opowiadał się przeciw represyjnym prawom i zwyczajom, a z drugiej przeciw Chińczykom emigrującym wtedy do Australii.
Przez pewien czas był redaktorem gazety „Brisbane Courier”, po czym w listopadzie 1887 odszedł, by założyć tygodnik „The Boomerang”. W gazecie przeważnie pojawiały się artykuły na tematy robotnicze i rasistowskie, które Lane pisał pod pseudonimami Lucinda Sharpe i Sketcher. W 1887 roku wydał pierwszą powieść na ten temat: "White or Yellow?: A Story of the Race War of A.D. 1908". Jest to utopijna rasistowska fantazja o żółtej rasie, która zalewa Queensland i o białej, która się temu przeciwstawia. Książka pojawia się w Boomerangu jako dwunastoodcinkowy serial i podpisana jest pseudonimem The Sketcher.
W 1889 roku William Lane sprzedał „The Boomerang” i poświęcił się pracy związkowej. Dzięki niemu w czerwcu 1889 powstała w Brisbane Australijska Federacja Pracy (ALF). W sierpniu, na pierwszym kongresie, zapadła decyzja o powstaniu Partii Pracy. William Lane uznał, że nowa partia będzie potrzebowała własnej gazety. Opracował model nowej związkowej gazety i przedłożył propozycję w Brisbane Trade and Labour Council, która wydała zgodę na drukowanie pierwszej robotniczo-związkowej gazety w Australii - tygodnika „The Worker”.
Pierwszy numer ukazał się 1 marca 1890 roku. Lane został redaktorem naczelnym. „The Worker” z powodu coraz bardziej agresywnego tonu artykułów zaczął być postrzegany jako rosnące zagrożenie dla pracodawców, rządu, a nawet samego Imperium brytyjskiego. Rok później niepowodzenie strajku australijskich postrzygaczy owiec uzmysłowiło Lane’owi, że zmiany społeczne są niemożliwe, jeśli nie zbuduje się nowego społeczeństwa. Dlatego „The Worker” stawał coraz częściej narzędziem do przedstawiania jego utopijnej idei Nowej Australii.
By wyrazić swoje poparcie dla protestu postrzygaczy owiec, napisał książkę The Workingman’s Paradise, którą opublikował na początku 1892 pod pseudonimem John Miller. W swoim dziele wyraził wiarę, że anarchizm jest najszlachetniejszą społeczną filozofią wszystkiego. Poprzez postać filozofa i głównego protagonisty powieści dał wyraz swojemu przekonaniu, że społeczeństwo musi przejść przez okres socjalizmu, by osiągnąć najwyższą fazę rozwoju, czyli anarchizm komunistyczny.

## Nowa Australia
Rozłam w australijskim ruchu robotniczym, który doprowadził do utworzenia Australijskiej Partii Pracy i odejścia z ruchu wielu do niego rozczarowanych, spowodował, że Lane odrzucił ofertę władz Queenslandu, które zaproponowały mu ziemię, na której stworzyłby utopijną osadę, tzw. Nową Australię. Nie zrezygnował ze swojego pomysłu, ale zaczął szukać miejsca na jego realizację gdzie indziej.
W końcu rząd Paragwaju zdecydował się przyjąć białych osadników i przekazać im spory kawałek dobrej ziemi. 1 lipca 1893 Lane, jego rodzina i około stu osadników z Nowej Południowej Walii, Queenslandu i Australii Południowej wyruszyło z Sydney do Ameryki Południowej, aby tam założyć nową kolonię.
Wkrótce po założeniu, Nowa Australia zaczęła przechodzić kryzys, spowodowany konfliktami z miejscowymi mieszkańcami. Wielu osadnikom nie podobały się też zakaz spożywania alkoholu i dyktatorskie rządy Lane’a. Powodowało to coraz większe zniechęcenie i niezadowolenie, tak więc jeszcze przed przybyciem drugiej grupy osadników Lane wraz z najwierniejszymi towarzyszami przeniósł się w inne miejsce i tam założył nową kolonię.
Kilka lat później, w 1899, Lane całkowicie rozczarowany rozwojem sytuacji powrócił do Australii. Kolonie rozwiązano, a osadnicy dostali od rządu Paragwaju po kawałku ziemi na własność.

## Późniejsze życie
Niedługo po powrocie do Australii, Lane wraz z rodziną przeniósł się do Nowej Zelandii. Zaczął cierpieć na depresję, ale szybko doszedł do równowagi psychicznej i wkrótce znów zajął się dziennikarstwem. Od 1900 pracował dla „New Zealand Herald”. Od tego czasu diametralnie zmienił swoje poglądy, stając się ultrakonserwatystą i zwolennikiem Imperium. Jego rasizm skierowany był przeciwko Azjatom, ale I wojna światowa spowodowała, że stał się zajadłym wrogiem Niemców. W latach 1913–1917 był redaktorem „Herolda”. Zmarł 26 sierpnia 1917 w Auckland w Nowej Zelandii.